# Power Play (1978)
Power Play (ursprünglicher Arbeitstitel und kanadisch-französischer Alternativtitel Coup d‘ Etat) ist ein kanadisch-britischer Spielfilm. Der Politthriller des kanadischen Regisseurs und Drehbuchautors Martyn Burke wurde 1974 bzw. 1977 gedreht und 1978 auf dem Montreal World Film Festival erstmals gezeigt. In den USA und Kanada kam der Film unter dem Alternativtitel State of Shock ins Fernsehen, die DVD wurde dort als Operation Overthrow verkauft. In Deutschland kam der Film 1983 zunächst als Power Play ins Kino und Fernsehen, auf VHS und DVD wurde er später unter dem (inhaltlich unrichtigen) Titel Söldnerkommando Power Play verkauft. Hauptdarsteller sind Peter O’Toole, David Hemmings, Donald Pleasence und Barry Morse. Produzenten des Films waren Christopher Dalton und David Hemmings (Co-Produzent); auf der DVD wird neben Dalton stattdessen Alain Delon als Produzent angegeben.

## Handlung

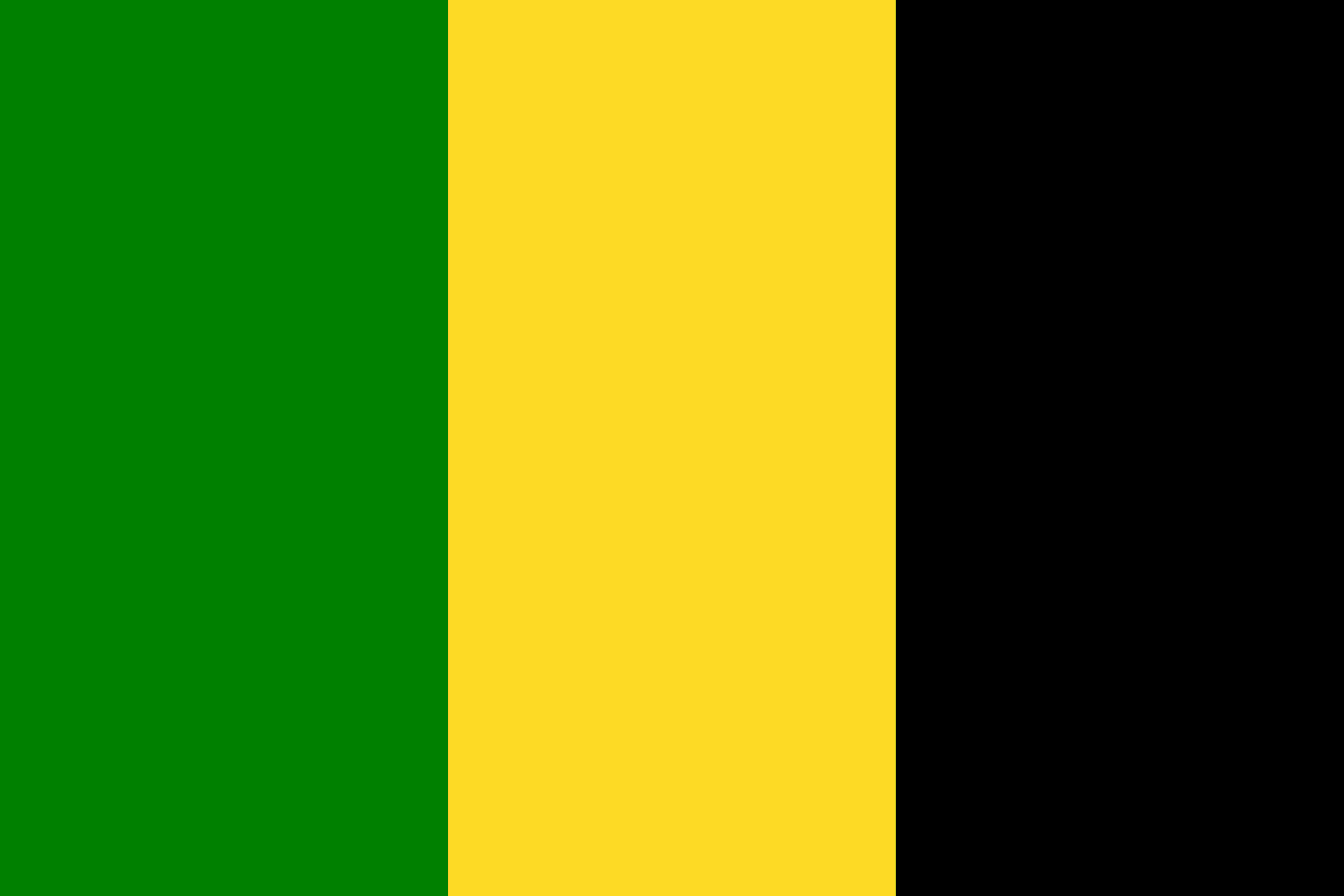
Flagge der fiktiven Republik, in der der Coup d'Etat stattfindet

Colonel Narriman freut sich auf seine bevorstehende Pensionierung, als ihn Professor Rousseau, sein einstiger Lehrer an der Militärakademie, zu überreden versucht, im aktiven Dienst zu bleiben, um einen Staatsstreich gegen die korrupte und faschistoide Regierung der Republik zu organisieren. Als auch Narrimans Nachbarn ihn bitten, sich für ihre vom Geheimdienst verhaftete Tochter Donna einzusetzen, er aber ihre Ermordung nicht verhindern kann, stimmt Narriman Rousseaus Bitte zu.
Zusammen mit Colonel Kasai gewinnen die Verschwörer weitere Offiziere (zumeist Obristen) für ihre Sache, zuletzt auch den arroganten Panzerkommandanten Zeller, der selbst Putschgedanken hat und zumindest Verteidigungsminister werden will. Die Treffen von Offizieren, die sonst nie zusammen gesehen wurden, mit Rousseau sowie Zellers Affäre mit Rousseaus Frau erregen den Verdacht des Chefs der Sicherheitspolizei; den kurz darauf anlaufenden Staatsstreich kann Geheimdienstchef Blair trotzdem nicht mehr verhindern. Der Coup mit dem Codenamen „Aurora“ gelingt, doch die Macht übernimmt überraschend Colonel Zeller, der Narriman verhaften und zusammen mit Blair und dem Expräsidenten hinrichten lässt. Rousseau wird gezwungen, Minister von Zellers Gnaden zu werden. Kasai gelingt die Flucht ins Ausland.

## Besetzung und Synchronisation
| Rolle                      | gespielt von        | Synchronstimme   |
| -------------------------- | ------------------- | ---------------- |
| Colonel (Anthony) Narriman | David Hemmings      | Norbert Gescher  |
| Colonel Zeller             | Peter O’Toole       | Lothar Blumhagen |
| Colonel (Raymond) Kasai    | Jon Granik          | Joachim Nottke   |
| Colonel Barrientos         | George Touliatos    |                  |
| Colonel Minh               | August Schellenberg |                  |
| Major Dominique            | Eli Rill            |                  |
| Major Anwar                | Harvey Atkin        |                  |
| Major Aramco               | Gary Reineke        |                  |
| Captain Hillsman           | Chuck Shamata       |                  |
| Dr. (Jean) Rousseau        | Barry Morse         |                  |

| Rolle                                    | gespielt von        | Synchronstimme           |
| ---------------------------------------- | ------------------- | ------------------------ |
| Präsident der Republik                   | Robert Goodier      | Friedrich Georg Beckhaus |
| Geheimdienstchef Blair                   | Donald Pleasence    | Friedrich W. Bauschulte  |
| Colonel Stauffenberg                     | Doug Lennox         |                          |
| Colonel Kirov (im Abspann Colonel Lucas) | George R. Robertson |                          |
| Panzerkommandeur                         | John Bayliss        |                          |
| Blairs Assistent                         | David Calderisi     |                          |
| Fotograf                                 | Eugène Amodeo       |                          |

| Rolle                   | gespielt von         | Synchronstimme |
| ----------------------- | -------------------- | -------------- |
| Aktivistin Donna        | Alberta Watson       |                |
| Rousseaus Frau          | Marcella Saint-Amant |                |
| Narrimans Tochter Marie | Bridget McCann       |                |
| Hausmeister             | Peter Sturgess       |                |

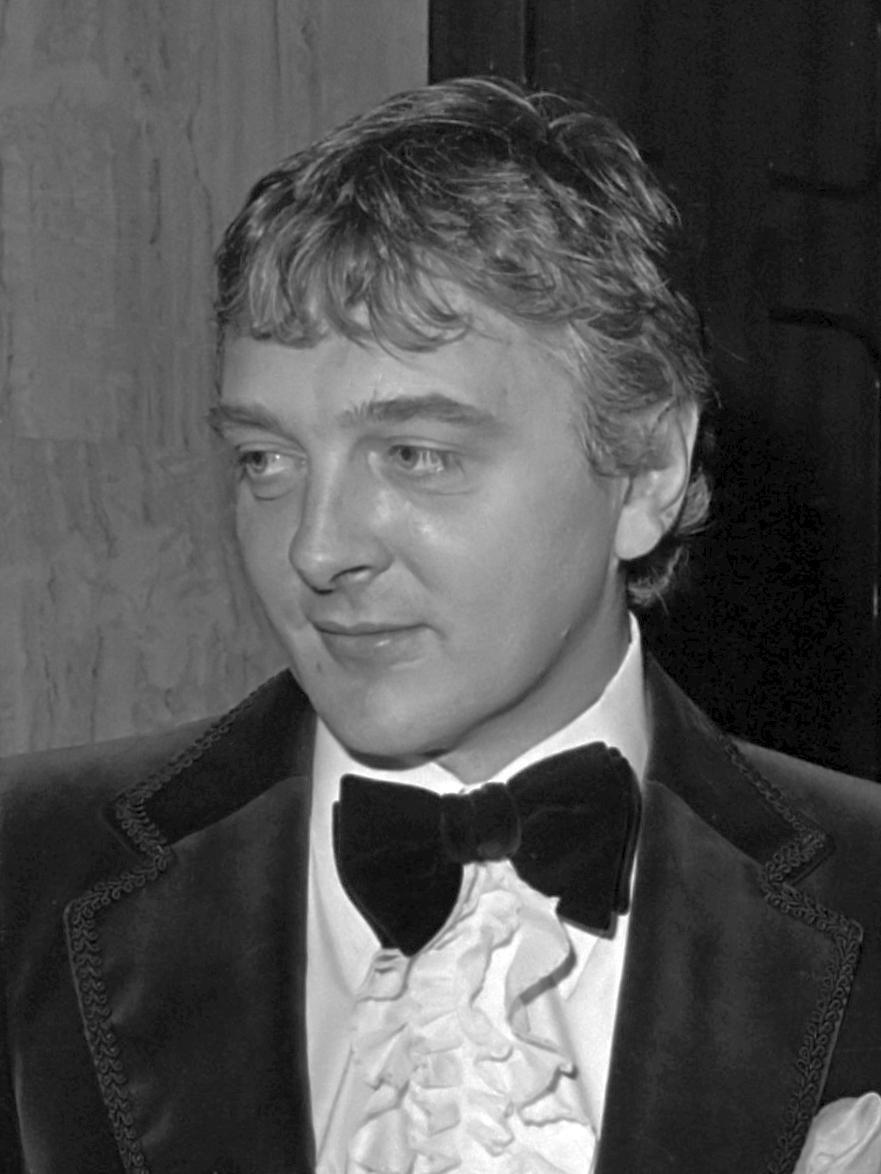
Hauptdarsteller und Co-Produzent: David Hemmings (Colonel Narriman)

Zu Filmbeginn spielt US-TV-Moderator Dick Cavett sich selbst in einer kleinen Rolle. In einer wortlosen Nebenrolle als Geheimdienstmitarbeiter, der erst Donna und später Barrientos foltert, ist Michael Ironside zu sehen, dessen Name im Abspann aber nicht auftaucht.

## Hintergrund

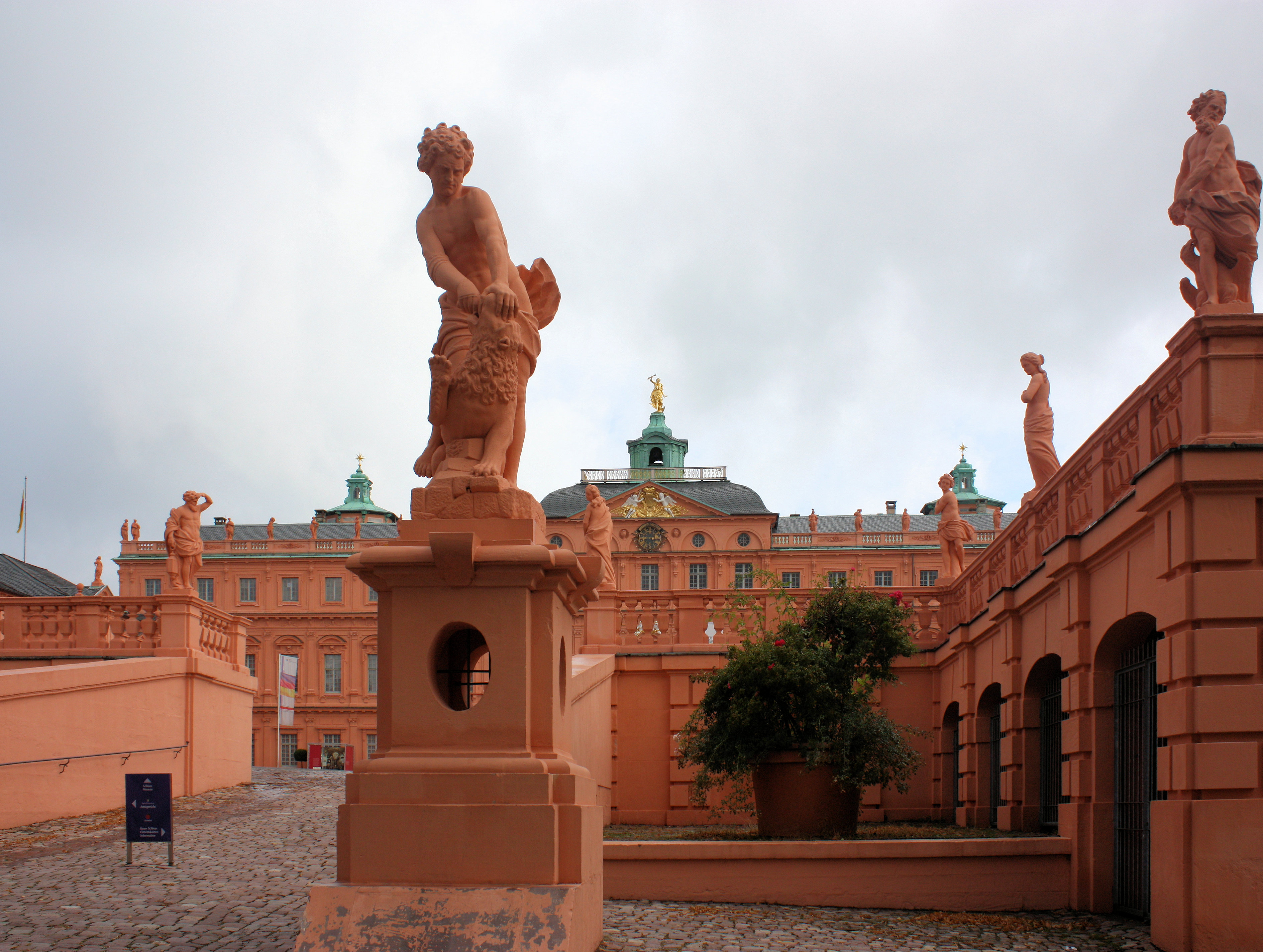
Als Kulisse für den umkämpften Präsidentenpalast diente das Residenzschloss Rastatt

Burkes Drehbuch erhielt 1978 einen der Canadian Film Awards. Dem Filmvorspann zufolge wurde die Handlung durch Edward N. Luttwaks Putschhandbuch Coup d'État – A Practical Handbook von 1968 angeregt, die Obristen im Film diskutieren aber auch über spätere marokkanische und chilenische Putschversuche der Jahre 1972 und 1973. Zwar soll der marokkanische Putschführer Oufkir nach Luttwaks Handbuch vorgegangen sein, allerdings gilt gerade Oufkirs Putschversuch als beispielhaftes Scheitern trotz (oder wegen) Luttwaks Handbuch. (Erst 1979 erschien eine Neuauflage seines Handbuchs, in der Luttwak dazu Stellung nahm.) Burkes Film war offenbar erfolgreicher als Luttwaks Buch: Dem nigerianischen Militärhistoriker Nowa Omoigui zufolge sei Power Play zum Leitfaden für jene Putschoffiziere geworden, die in einem unblutigen Staatsstreich 1985 die Regierung Nigerias stürzten. (Als Bonus zum Film gibt es einen Audiokommentar von Martyn Burke über Voraussetzungen eines erfolgreichen Staatsstreichs, der aber auf der deutschen DVD nicht enthalten ist.)
Die ausdrücklich nicht genannte und nicht lokalisierte Republik, in der der Putsch stattfindet, soll sich unterschiedlichen Deutungen zufolge entweder in Nord-, Mittel- oder Südeuropa  bzw. in Nord-, Mittel- oder Südamerika befinden – vor allem wegen der europäischen und nordamerikanischen Darsteller und Drehorte. Gedreht wurde (in Filmstudios) in Toronto und auf dem Luftwaffenstützpunkt Camp Borden in Kanada sowie (auf einem Truppenübungsplatz kanadischer Einheiten) in Deutschland bzw. mit kanadischen Truppen in den baden-württembergischen Städten Lahr und Rastatt. (Schulterschlaufen, Ärmelringe und Kragenspiegel der Truppen der fiktiven Republik ähneln denen kanadischer Streitkräfte.) Politisch passen die gespielten Ereignisse eher nach Südamerika, wo Mitte der 1970er Jahre mehrere Militärdiktaturen errichtet wurden, während sie in Südeuropa etwa zur gleichen Zeit gerade überwunden wurden. (In Bolivien beispielsweise gab es allein zwischen 1971 und 1978 dreizehn Putschversuche.)